# Stronghold Warlords
Stronghold Warlords — компьютерная игра в жанре стратегии в реальном времени, выпущенная компанией Firefly Studios в 2021 году. В отличие от предыдущих частей серии Stronghold, которые были сосредоточены на Европе в средние века, действие Stronghold: Warlords происходит в Восточной Азии, а кампании основаны на исторических событиях Китая, Вьетнама и Японии.

## Игра
Одним из ключевых отличий в игровом процессе по сравнению с предыдущими играми является введение военачальников, 8 нейтральных лордов, управляемых ИИ, каждый из которых имеет разные преимущества, доступные после подчинения военной силой или дипломатией. Перейдя под власть игрока, военачальники могут доставлять ресурсы, предоставлять силы, атаковать вражеского лорда по команде или повышать ранг, увеличивая очки дипломатии. Очки дипломатии можно накапливать с течением времени, что ускоряется за счет строительства некоторых новых зданий, представленных в этой игре. Это также первая игра в серии, в которой представлен порох.

## Разработка
Игра была анонсирована на Electronic Entertainment Expo 2019, дата выхода игры планировалась 29 сентября 2020 года; из-за пандемии COVID-19 релиз был перенесён на март 2021 года.

## Отзывы
| Сводный рейтинг | Сводный рейтинг |
| Агрегатор       | Оценка          |
| --------------- | --------------- |
| Metacritic      | 65/100          |

На агрегаторе рецензий Metacritic игра имеет смешанные отзывы.